# It's a Boy Girl Thing
It's a Boy Girl Thing is een film uit 2006 onder regie van Nick Hurran. De film werd geproduceerd door Elton John, en was zijn eerste film.

## Verhaal
Nell en Woody zijn al heel hun leven lang buren. Ze kunnen elkaars bloed wel drinken.
Wanneer ze in een museum voor een mysterieus beeld ruzie maken, worden ze de volgende ochtend wakker in elkaars lichaam. Eerst verpesten ze elkaars leven. Maar dan komen ze erachter dat er maar één oplossing is om hun droom waar te maken: elkaar helpen!!
Woody helpt Nell met football en Nell helpt Woody met studeren voor het toelatingsinterview dat ze moet gaan doen bij Yale university.
Nell wordt toegelaten tot Yale en Woody wint de footballwedstrijd en mag naar een college.
Op het einde besluiten ze allebei een sabbatjaar in te lassen om samen gelukkig te worden.

## Nederlandse uitgave
De film was vanaf april 2007 te zien in de Nederlandse bioscopen.

## Rolverdeling
| Acteur            | Personage          |
| ----------------- | ------------------ |
| Samaire Armstrong | Nell               |
| Kevin Zegers      | Woody              |
| Emily Hampshire   | Chanel             |
| Brooke D'Orsay    | Breanna            |
| Libby Adams       | Nell als zesjarige |
| Sharon Osbourne   | Moeder van Woody   |